# Sarò libera (singel)
Sarò libera – singel Emmy Marrone, wydany 2 września 2011, pochodzący z albumu o tym samym tytule. Utwór napisali i skomponowali Carlo Rizioli i Saverio Grandi, a za produkcję odpowiadał Dado Parisini.
Singel trafił na 4. miejsce na oficjalnej włoskiej liście sprzedaży i sprzedał się w nakładzie ponad 15 tysięcy kopii, za co otrzymał złoty certyfikat.
Teledysk towarzyszący przebojowi został wyreżyserowany przez Alberto Puliafito i wyprodukowany przez firmę Fulvio Nebbia per IK Produzioni snc, a jego premiera odbyła się 2 września 2011 w serwisie YouTube.

## Notowania

### Pozycja na liście sprzedaży
| Kraj   | Notowanie (2011) | Najwyższa pozycja | Certyfikat | Sprzedaż |
| ------ | ---------------- | ----------------- | ---------- | -------- |
| Włochy | FIMI             | 4                 | złoto      | 15 000+  |